# جوزيف إم. بريان
جوزيف إم. بريان (بالإنجليزية: Joseph M. Bryan)‏ هو شخصية أعمال أمريكي، ولد في 11 فبراير 1896 في إليريا في الولايات المتحدة، وتوفي في 26 أبريل 1995 في غرينزبورو في الولايات المتحدة.